# Ribeira das Cabras
A Ribeira das Cabras é um afluente do Rio Coa, que percorre os concelhos de Pinhel, Almeida e Guarda, no distrito da Guarda, Portugal. Nasce na localidade da Menoita, mais concretamente na Quinta do Sangrador, no concelho da Guarda e desagua no Rio Coa a noroeste da cidade de Pinhel.